# Grammy Latino de Melhor Canção em Língua Portuguesa
O Grammy Latino de Melhor Canção em Língua Portuguesa é entregue anualmente desde 2000, quando a cerimônia de premiação foi instituída. O prêmio é entregue exclusivamente a compositores, e para ser indicada uma canção precisa conter pelo menos cinquenta por cento (50%) de sua letra cantada em português e deve também ser inédita.
De 2000 a 2015, a categoria do prêmio era apresentada como Melhor Canção Brasileira e foi trocado pelo nome atual em 2016.

## Vencedores e indicados
| Ano            | Canção                     | Autor(es)                                           | Intérprete(s)                      | Indicado(s) | Ref.           |
| Década de 2000 | Década de 2000             | Década de 2000                                      | Década de 2000                     | Década de 2000 | Década de 2000 |
| -------------- | -------------------------- | --------------------------------------------------- | ---------------------------------- | --- | -------------- |
| 2000           | "Acelerou"                 | Djavan                                              | Djavan                             | - "A Força Que Nunca Seca" - Chico César e Vanessa da Mata (Maria Bethânia) - "Anna Júlia" - Marcelo Camelo (Los Hermanos) - "O Segundo Sol" - Nando Reis (Cássia Eller) - "Suave Veneno" - Cristovão Bastos e Aldir Blanc (Nana Caymmi) |                |
| 2001           | "Esperando na Janela"      | Manuca Raimundinho do Acodeon Targino Gondim        | Gilberto Gil                       | - "A Lua Q Eu T Dei" - Herbert Vianna (Ivete Sangalo) - "Amor I Love You" - Carlinhos Brown e Marisa Monte (Marisa Monte) - "Sou Seu Sabiá" - Caetano Veloso (Caetano Veloso) - "Zera A Reza" - Caetano Veloso (Caetano Veloso) |                |
| 2002           | "Saudade De Amar"          | Dori Caymmi Paulo César Pinheiro                    | Nana Caymmi                        | - "A Voz Do Coração" - Ronaldo Bastos e Celso Fonseca (Celso Fonseca e Ronaldo Bastos) - "Alma" - Arnaldo Antunes e Pepeu Gomes (Zélia Duncan) - "Deixa A Vida Me Levar" - Eri do Cais & Serginho Meriti (Zeca Pagodinho) - "Vá Morar Com O Diabo" - Riachão (Cássia Eller) |                |
| 2003           | "Tristesse"                | Milton Nascimento Telo Borges                       | Milton Nascimento Maria Rita       | - "Cuide Bem Do Seu Amor" - (Paralamas do Sucesso) - "Já Sei Namorar" - Arnaldo Antunes, Carlinhos Brown, Marisa Monte (Tribalistas) - "Pietá" - Milton Nascimento (Milton Nascimento) - "Todo Errado" - Caetano Veloso e Jorge Mautner (Caetano Veloso) |                |
| 2004           | "A Festa"                  | Milton Nascimento                                   | Maria Rita                         | - "A Banda Maluca" - Joyce (Joyce & Banda Maluca) - "Amor e Sexo" - Roberto de Carvalho, Arnaldo Jabor e Rita Lee (Rita Lee) - "Dois Rios" - Lô Borges, Nando Reis e Samuel Rosa (Skank) - "Pra Sempre" - Roberto Carlos (Roberto Carlos) - "Você não Me Ensinou a Te Esquecer]]" - Lucas, Fernando Mendes e José Wilson (Caetano Veloso)                                                         |                |
| 2005           | "Ninguém Faz Ideia"        | Ivan Santos Lenine                                  | Lenine                             | - "Canção Transparente" - Francis Hime e Olívia Hime (Olívia Hime) - "Ponte Aérea" - José Miguel Wisnik (Eveline Hecker) - "São Sebastião" - Totonho Villeroy (Totonho Villeroy) |                |
| 2006           | "Caminho das Águas"        | Rodrigo Maranhão                                    | Maria Rita                         | - "Abalou" - Gigi (Ivete Sangalo) - "Balé De Berlim" - Gilberto Gil (Gilberto Gil) - "Ela Faz Cinema" - Chico Buarque (Chico Buarque) - "O Bonde do Dom" - Arnaldo Antunes, Carlinhos Brown e Marisa Monte (Marisa Monte) |                |
| 2007           | "Não Me Arrependo"         | Caetano Veloso                                      | Caetano Veloso                     | - "Berimbau Metalizado" - Miro Almeida, Dória e Duller (Ivete Sangalo) - "Carta À Amiga Poeta" - Simone Guimarães e Francis Hime (Simone Guimarães) - "Para Lá" - Arnaldo Antunes e Adriana Calcanhoto (Arnaldo Antunes) - "Rosas" - Antônio Villeroy (Ana Carolina) |                |
| 2008           | "Som da Chuva"             | Marco Moraes Soraya Moraes                          | Soraya Moraes                      | - "Acode" – Vanessa da Mata e Sérgio Mendes (Sérgio Mendes e Vanessa Da Mata) - "Coisas Que Eu Sei" – Dudu Falcão, (Danni Carlos) - "Delírio dos Mortais" – Djavan (Djavan) - "Ela Une Todas As Coisa" – Jota Maranhão & Jorge Vercillo (Jorge Vercillo) |                |
| 2009           | "Martelo Bigorna"          | Lenine                                              | Lenine                             | - "A Cor Amarela" - Caetano Veloso (Caetano Veloso) - "Agora Eu Já Sei" - Gigi & Ivete Sangalo (Ivete Sangalo) - "Ainda Não Passou" - Nando Reis (Nando Reis) - "Não é Proibido" - Dadi, Seu Jorge & Marisa Monte (Marisa Monte) |                |
| Década de 2010 |                            |                                                     |                                    | |                |
| 2010           | "Tua"                      | Adriana Calcanhotto                                 | Maria Bethânia                     | - "Há de Ser" - Jorge Vercillo (Jorge Vercillo) - "Litoral e Interior" - Sérgio Santos (Sérgio Santos) - "Quebra-Mar" - Dori Caymmi e Paulo César Pinheiro (Dori Caymmi) - "Tantas Marés" - Edu Lobo e Paulo César Pinheiro (Edu Lobo) |                |
| 2011           | "De Repente"               | Nando Reis Samuel Rosa                              | Skank                              | - "Acelera Aê (Noite do Bem)" - Gigi, Dan Kambaiah, Fabinho O'Brian e Magno Sant'Anna (Ivete Sangalo) - "Equilíbrio" - Ná Ozzetti (Ná Ozzetti e Luiz Tatit) - "Mais Perfumado" - Adriana Calcanhotto (Adriana Calcanhotto) - "What About the Heart (Bate Bate)" - Eliane Elias (Eliane Elias) |                |
| 2012           | "Querido Diário"           | Chico Buarque                                       | Chico Buarque                      | - "A Doida" - Pretinho da Serrinha, Leandro Fab e Seu Jorge (Seu Jorge) - "Ai Se Eu Te Pego" - Antonio Dyggs e Sharon Axé Moi (Michel Teló) - "Ainda Bem" - Arnaldo Antunes e Marisa Monte (Marisa Monte) - "Amor é Pra Quem Ama" - Lenine e Ivan Santos (Lenine) |                |
| 2013           | "Esse Cara Sou Eu"         | Roberto Carlos                                      | Roberto Carlos                     | - "Bangalô" - Djavan (Djavan) - "Eu Descobri" - Gilberto Gil (Gilberto Gil) - "Roda-Gigante" - Biquini Cavadão e Dudy (Biquini Cavadão) - "Um Abraçaço" - Caetano Veloso (Caetano Veloso) - "Vai Embora Tristeza" - Arlindo Cruz, Gegê d'Angola e Julinho Santos (Arlindo Cruz) - "Vem Me Completa" - Joelson Castro e Felipe Salles (Bruna & Keyla)                                              |                |
| 2014           | "A Bossa Nova É Foda"      | Caetano Veloso                                      | Caetano Veloso                     | - "Alguma Voz" - Dori Caymmi e Paulo César Pinheiro (Dori Caymmi) - "Calma Aí, Coração" - Zeca Baleiro e Hyldon (Zeca Baleiro) - "Carta de Amor" - Maria Bethânia e Paulo César Pinheiro (Maria Bethânia) - "Segue o Som" - Vanessa da Mata (Vanessa da Mata) - "Um Ser Amor" - Paula Fernandes (Paula Fernandes) - "Zen" - Anitta, Jefferson Junior e Umberto Tavares (Anitta)                   |                |
| 2015           | "Bossa Negra"              | Hamilton de Holanda Diogo Nogueira Marcos Portinari | Hamilton de Holanda Diogo Nogueira | - "Diz pra Mim" - Bruno Boncini (Malta) - "Mais Ninguém" - Mallu Magalhães (Banda do Mar) - "Simples Assim" - Dudu Falcão e Lenine (Lenine) - "Tudo" - Adriana Calcanhotto e Bebel Gilberto (Bebel Gilberto) |                |
| 2016           | "Vidas Pra Contar"         | Djavan                                              | Djavan                             | - "Amei Te Ver" - Tiago Iorc (Tiago Iorc) - "D de Destino" - Almir Sater, Paulo Simões e Renato Teixeira (Almir Sater e Renato Teixeira) - "Maior" - Dani Black (Dani Black e Milton Nascimento) - " Maria da Vila Matilde" - Douglas Germano (Elza Soares) | [ 2 ]          |
| 2017           | "Trevo (Tu)"               | Ana Caetano Tiago Iorc                              | Anavitória Tiago Iorc              | - "Noturna (Nada De Novo Na Noite)" - Silva, Lucas Silva e Marisa Monte (Silva & Marisa Monte) - "Pé na Areia" - Cauique, Diogo Leite e Rodrigo Leite (Diogo Nogueira) - "Só Posso Dizer" - Nando Reis (Nando Reis) - "Triste, Louca ou Má" - Francisco, el Hombre (Francisco, el Hombre) | [ 3 ]          |
| 2018           | "As Caravanas"             | Chico Buarque                                       | Chico Buarque                      | - "Aliança" - Pedro Baby, Pretinho da Serrinha e Tribalistas (Tribalistas) - "Aponte" - Nanda Costa, Lan Lan e Sambê (Maria Bethânia) - "Convite Para Nascer De Novo" - Erasmo Carlos, Dadi e Marisa Monte (Erasmo Carlos) - "Pra Que Me Chamas?" - Lucas Cirillo e Xênia França (Xênia França)                                                                                                   | [ 4 ] [ 5 ]    |
| 2019           | "Desconstrução"            | Tiago Iorc                                          | Tiago Iorc                         | - "Ansiosos Pra Viver" - Mestrinho (Mestrinho) - "Etérea" - Criolo (Criolo) - "Mil e Uma" - Arnaldo Antunes e Claudia Brant (Claudia Brant & Arnaldo Antunes) - "Sem Palavras" - Mário Laginha e João Monge (António Zambujo) | [ 6 ]          |
| Década de 2020 |                            |                                                     |                                    | |                |
| 2020           | "Abricó-de-Macaco"         | João Bosco Francisco Bosco                          | João Bosco                         | - "A Tal Canção Pra Lua (Microfonado)" - Vitor Kley (Vitor Kley & Samuel Rosa) - "AmarElo" - Dj Duh, Emicida e Felipe Vassão (Emicida, Majur & Pabllo Vittar) - "Libertação" - Russo Passapusso (Elza Soares, BaianaSystem & Virgínia Rodrigues) - "Pardo" - Caetano Veloso (Céu) | [ 7 ]          |
| 2021           | "Lisboa"                   | Ana Caetano Paulo Novaes                            | Anavitória Lenine                  | - "A Cidade" - João Silva, Pedro Silva, Marcos Mesmo, Chico Chico, Luiz Ungarelli e Lucas Videla (Chico Chico & João Mantuano) - "Amores e Flores" - Diogo Melim e Rodrigo Melim (Melim) - "Espera a Primavera" - Nando Reis - "Lágrimas de Alegria" - Tales De Polli e Deko (Maneva & Natiruts) - "Mulheres Não Têm Que Chorar" - Tiê Castro, Emicida e Guga Fernandes (Emicida & Ivete Sangalo) | [ 8 ] [ 9 ]    |
| 2022           | "Vento Sardo"              | Marisa Monte Jorge Drexler                          | Marisa Monte Jorge Drexler         | - "Por Supuesto" - Marina Sena e Iuri Rio Branco (Marina Sena) - "Me Corte na Boca do Céu a Morte Não Pede Perdão" - Criolo e Tropkillaz - "Baby 95" - Liniker, Mahmundi, Tássia Reis e Tulipa Ruiz - "Meu Coco" - Caetano Veloso - "Idiota" - Jão, Pedro Tófani e Zebu |                |
| 2023           | "Tudo Que A Fé Pode Tocar" | Tiago Iorc Duda Rodrigues                           | Tiago Iorc                         | - "Algoritmo Íntimo" - Arnaldo Antunes, Criolo, Gabrieu, Keviin e Marcia Xavier (Criolo e Ney Matogrosso) - "Do Acaso" - Chico César e Ronaldo Bastos Ribeiro (Alice Caymmi e Chico César) - "Num Mundo De Paz" - Djavan - "Que Tal um Samba?" - Chico Buarque (Chico Buarque e Hamilton de Holanda)                                                                                              | [ 10 ] [ 11 ]  |
| 2024           | "Ouro Marrom"              | Jota.Pê                                             | Jota.Pê                            | - "Alinhamento Milenar" – Jão, Pedro Tófani e Zebu (Jão) - "Ata-me" – Junio Barreto (Alaíde Costa) - "Chico" – Luísa Sonza, Douglas Moda, Jenni Mosello, Carolzinha e Bruno Caliman (Luísa Sonza) - "Esperança" – Amaro Freitas, Criolo, Dino d'Santiago e Nave (Criolo, Dino D'Santiago & Amaro Freitas)                                                                                         | [ 12 ]         |